# Rue du Château (Neuilly-sur-Seine)
La rue du Château est une voie de la commune de Neuilly-sur-Seine (département des Hauts-de-Seine).

## Situation et accès
La rue du Château est orientée globalement sud-ouest/nord-est. Elle débute au sud-ouest au niveau du no 168 de l’avenue Charles-de-Gaulle et change de nom avec la traversée de l'avenue Sainte-Foy pour devenir le boulevard du Château.
Outre ces voies, la rue du Château est rejointe ou traversée par plusieurs autres voies ; du sud au nord :
côté impair
- Rue Garnier ;
- Rue Bailly ;
- Rue Paul-Chatrousse ;
- Place du Général-Gouraud (ancienne place du Château) ;
- Rue Soyer ;

côté pair
- Place du Général-Gouraud ;
- Rue des Poissonniers ;
- Avenue Achille-Peretti (Avenue du Roule) ;
- Rue Chartran.

## Origine du nom

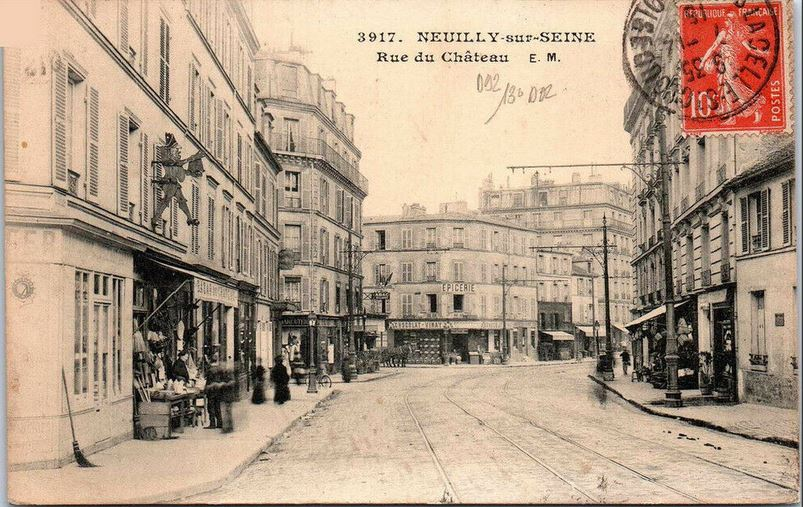
Rue du Château, début XXe siècle.

Elle tire son nom du château de Neuilly, sur le parc duquel la voie a été construite.
Deux autres voies se réfèrent au même château : le boulevard du Château et l'avenue du Château.
La place du Château porte aujourd'hui le nom de place du Général-Gouraud.

## Historique

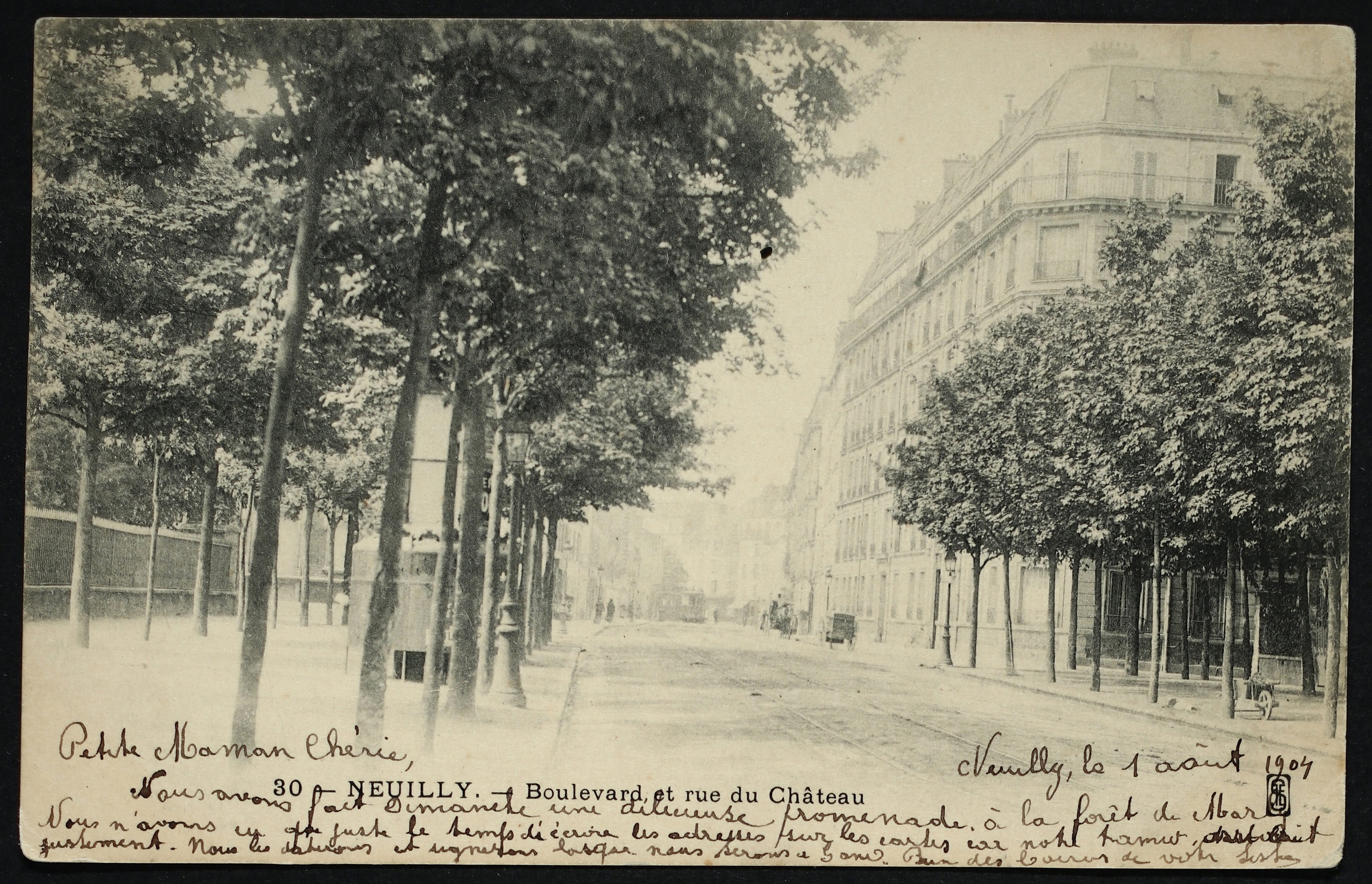
Le boulevard et la rue du Château. Carte postale datée de 1904.

Cette rue porta successivement, et parfois simultanément, les noms de route de Saint-Denis à Saint-Cloud, rue de Madrid, chemin vicinal n°2 et route départementale n°6.
C'est ici que fut ouverte en 1810 la première école de la ville.

## Bâtiments remarquables et lieux de mémoire
- Alors que la municipalité tint en 1790 sa première réunion dans une dépendance de la sacristie de l'église Saint-Jean-Baptiste, le conseil municipal vota le 28 septembre 1809 l’acquisition d’une maison située en face de la grande rue de l’Ancien-Pont[4]. L'hôtel de ville fut en 1836 transféré place Parmentier[5].